# Alex Maloney
Alexandra Maria „Alex“ Maloney (* 19. März 1992 in Santa Cruz, Kalifornien, Vereinigte Staaten) ist eine neuseeländische Seglerin.

## Erfolge
Alex Maloney nahm an den Olympischen Spielen 2016 in Rio de Janeiro mit Molly Meech in der Bootsklasse 49erFX teil. Im abschließenden medal race waren die beiden Neuseeländerinnen eines von vier Booten, die die vier Topplatzierungen unter sich ausmachten. Mit einem zweiten Platz sicherten sich Maloney und Meech hinter Martine Grael und Kahena Kunze sowie vor Jena Hansen und Katja Salskov-Iversen die Silbermedaille. Bei Weltmeisterschaften wurde sie mit Molly Meech 2013 in Marseille Weltmeister und gewann mit ihr außerdem 2017 in Porto die Bronzemedaille. In der Bootsklasse Optimist wurde sie 2007 in Cagliari Weltmeisterschafts-Dritte.
Ihr Vater Jim und ihr Bruder Andy sind ebenfalls Segler.